# Autoclicker

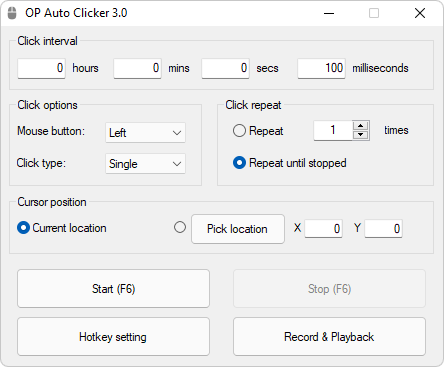
GUI van een autoclicker

Autoclickers zijn een type software die ervoor zorgt dat de muis van een computer herhaaldelijk aan eenzelfde snelheid klikt.
Ze kunnen simpel keer op keer klikken, maar er zijn ook meer geavanceerdere autoclickers, waardoor men hele patronen met de muis kan herhalen binnen een bepaalde tijdsduur. 

## Controversieel gebruik
Er wordt vaak gebruikgemaakt van dit soort bot bij reclamespotjes waar namelijk het principe "betalen per klik" geldt. Concurrenten van het bedrijf die de reclame tonen maken dan gebruik van de bot om te zorgen dat hun concurrenten grotere bedragen betalen dan ze zouden moeten.

## Gaming
Ook bij gamen wordt deze toepassing gebruikt. Vooral bij MMORPG's zoals Runescape.
Men gebruikt dit dan om snel geld te verdienen binnen het spel, of om sterker te worden.